# 国盗り物語 (NHK大河ドラマ)
『国盗り物語』（くにとりものがたり）は、1973年1月7日から12月23日に放送されたNHK大河ドラマ第11作。全51回。司馬遼太郎の同名小説『国盗り物語』を核に、司馬の『新史太閤記』『功名が辻』『尻啖え孫市』『梟の城』などを合わせて、大野靖子が脚色した。

## 企画・制作
美濃一国を「盗る」ことに生涯を賭けた斎藤道三と、道三に後継者と目され共に天下統一に邁進しながらも最期には本能寺で激突する織田信長と明智光秀の生き様を描く。原作同様に道三と信長の二人が、前後編のリレー形式で各々の主人公となっている、
チーフディレクターの斉藤暁も「分厚く、幅広く、いろんなことを拾い上げて、しかも現代性のあるドラマとして作る」という考えから、司馬が戦国時代を扱った作品をすべて使いたいと依頼したと述べている。制作陣は織田信長と明智光秀を、破壊をいとわず感情的な信長に対して、知的で冷静な光秀がときに信長の横暴に耐えるという構図で描いた。また斎藤道三について斉藤は、「『悪党』と言われた人が持っているエネルギー」が魅力であると述べている。
技術面では大河ドラマで初めてハンディカメラを撮影に使用し、ダイナミックな演出が可能になった。一例を挙げると、桶狭間の戦いの場面ではカメラマンが乗った車椅子をスロープからスタジオのセット（今川義元の陣）に突入させて、織田方の兵士の視線を再現した。なお、セカンドディレクターの村上祐二も、ほとんど俯瞰で撮られていた場面をより人間に近い高さで見せられるようになったという意義を語っている。
キャスティングでは、信長役を高橋英樹が演じた。村上も、信長を偉人ではなく「ワル」として演じた高橋を評価している。本作の企画と同時期に「金曜時代劇」の枠で『尻啖え孫市』を高橋主演で制作する企画が立てられていたが、ドラマ部長だった川口幹夫が「（原作と主役を）大河に譲れ」と同作のスタッフに話し、「金曜時代劇」側は企画を『赤ひげ』に変更することとなった。
道三役の平幹二朗もあまりの高橋信長の人気に、「高橋英樹君の若さがうらやましかった」と述懐している。
二枚目俳優として女性に大きな人気があった近藤正臣も本作の光秀で初の敵役を演じた。ただし、原作では後半は光秀の視点で多くが描かれており、事実上三人目の主役である。村上も、前記の演出意図に沿って「清潔な感じ」で光秀を演じた近藤を「非常によかった」と評している。また、木下藤吉郎役には「のし上がった役柄同様に新人がよい」という理由で無名だった火野正平が起用された。近藤の所属事務所からの写真を見て惹かれた制作陣が本人に会い、その野性味ある姿に起用が決まった。このほかにも、こちらも無名だった西田敏行を、村上の抜擢で雑賀孫市と対峙する百姓の若大将役で出演させている。
道三は全体の約1/3に当たる第18回で自害し、第19回以降は信長を主役として描かれている。
本作は合戦シーンの撮影や舞台となった地域の放送当時の様子を撮影するためにフィルムを使用している。前年の『新・平家物語』ではフィルム映像や放送当時の映像を入れていなかったので、前作との違いを際立たせている。なお、物語の最後では岐阜城や信長の墓、そして観光客が天守閣にいる大坂城を映し、時代の変化を感じさせる終わり方となっている。

## 反響
初回視聴率27.5%、最高視聴率29.9%、平均視聴率22.4%（関東地区・ビデオリサーチ調べ）。
昭和天皇も本作の大ファンでスタジオ収録の訪問を希望し、桶狭間出陣前夜のシーンを直接観覧した。高橋英樹、松坂慶子、林隆三などに「見てるよ、見てるよ」と親しく声をかけ、歓談している。またスタジオセットの木々を見て、「よく育つね」「ここで馬も走らすの」と楽しく過ごしたという。後日、原作者の司馬と会った昭和天皇は、「あれはテレビと原作では違うの?」などと質問をして興味が尽きない様子だった。

## 登場人物
登場人物に関する記述は総集編を基にした。太字の出演者は総集編に登場。

### 主人公
斎藤道三（さいとう どうさん）
（松波庄九郎→西村勘九郎→長井新九郎→斎藤道三）
演：平幹二朗
元は妙覚寺の学僧。学識・知恵・計略に長けており、京の油問屋・奈良屋の女主人お万阿をたらし込み、その身代を我が物とし新たに山崎屋を興す。更にそこから身を起こし、美濃国内の乱れに乗じて、一代で美濃の主となった。「美濃の蝮（まむし）」の異名を取る。娘婿の信長が普段着で兵を従えながら鉄砲で武装している様子、および面会の際に正装に改めている姿を見て信長が後継者としてふさわしいと確信した。
織田信長（おだ のぶなが）
（吉法師→織田信長）
演：高橋英樹（幼少期/川口英樹）
「うつけ」と言われていたが、実際には道三にも劣らぬ天才。道三のことをライバル視しながらも尊敬しており、「まむし」と呼んでいた。なお、比叡山延暦寺焼き討ちの際のナレーションでは「果断すぎる性格」と紹介されており、このことが光秀との対立につながったとする見解で物語は進行している。

### 山崎屋
妙鴦尼（みょうおうに）
（お万阿→妙鴦尼）
演：池内淳子
京の豪商・奈良屋（後の山崎屋）の未亡人。若き日の道三（庄九郎）と結婚し、道三が天下を目指す足掛かりとなる。美濃へ向かって大名にまで上り詰めた道三の帰りを山崎屋で待ち続ける。なお、ドラマのほぼ中頃に信長が上洛した時、同行した光秀がお万阿と会い亡き道三を懐かしんで会話する場面があった。
杉丸（すぎまる）
演：永井秀和
山崎屋の手代、お万阿の従者として道三を助ける。

### 斎藤家
深芳野（みよしの）
演：三田佳子
道三の側室。一色義幸の娘で土岐頼芸の愛妾だったが、計略を用いた道三によって下げ渡される。その時には既に頼芸の子（後の義龍）を宿しており、道三に対して愛憎入り交じった感情を持つ。
小見の方（おみのかた）
（那那姫→小見の方）
演：山本陽子（幼少期/北村佳子）
道三の正室。明智光安・光綱の妹で、明智一族が道三に協力する証として道三の人質となる。幼い頃から道三に懐き、成人後はその妻となり濃姫を産む。道三が義龍と対立する直前に、道三に看取られながら病没する。
斎藤義龍（さいとう よしたつ）
（吉祥丸→新九郎高政→斎藤義龍）
演：若林豪（幼少期/沢村正一（現：沢村翔一）)
道三の子。道三の元で成長するが、自分の出生の秘密を知り道三と急速に不仲になり美濃国内を二分するまで対立。長良川の戦いで道三に大勝する。ドラマでは、信長が道三に援軍を木曽川近くまで出したことなどで道三敗死後の主人公は信長であることを暗示している。
濃姫（のうひめ）
（帰蝶→濃姫）
演：松坂慶子
道三の娘で、信長の正室。政略結婚であった。ドラマでは、光秀のいとこという設定になっている。ドラマの最終回に本能寺の変の直後に亡くなった濃姫の顔を光秀が神妙かつ複雑な表情で見つめる場面があった。
斎藤龍興（さいとう たつおき）
演：大石悟郎（現・大石吾朗）
道三の孫。家臣の離反などで織田信長に稲葉山城を奪われ、ついに美濃を追われる。
斎藤喜平次（さいとう きへいじ）
演：曽我一貴
道三の子。義龍の異母弟。
斎藤孫四郎（さいとう まごしろう）
演：青沼一彦
道三の子。義龍の異母弟。

### 斎藤家臣
赤兵衛（あかべえ）
演：山谷初男
元妙覚寺の寺男で、道三が浪人だった頃から付き従う最古参の腹心。
耳次（みみつぐ）
演：谷啓
道三の間諜。
福富平太郎（ふくとみ へいたろう）
演：和崎俊哉
斎藤・織田家臣。濃姫の輿入れに付き従い信長に仕える。
各務野（かがみの）
演：吉行和子
濃姫の侍女。
猪子兵助（いのこ ひょうすけ）
演：常田富士男
道三の側近、道三と信長の会見に同伴する。
岡部又右衛門（おかべ　またえもん）
演：清水綋治
尾張出身だが、道三にその才能を認められ道三の城を多数建設。後に信長に仕える。
稲葉良通（いなば よしみち）
（稲葉一鉄→稲葉良通）
演：菅沼赫
堀田道空（ほった どうくう）
演：松本克平
斎藤飛騨守（さいとうひだのかみ）
演：田島義文
可児権蔵（かに ごんぞう）
演：名古屋章
可児才蔵の父。
小牧源太（こまき げんた）
演：小林昭二
道三の近侍。道三の隠居後は義龍に仕える。長良川合戦では道三に一番槍をつける。

### 土岐・長井家
土岐頼芸（とき よりなり）
演：金田龍之介
書画の名人で、特に鷹の絵が得意であった。道三らの手助けで兄に代わり、美濃の国主になる。道三を重用するが、後に道三から美濃国内が乱れているという理由で隠居を勧められ美濃を追われてしまう。本作での読みは「とき よりよし」。
土岐政頼（とき まさより）
演：仲谷昇
頼芸の兄。酒色におぼれて道三を含む美濃の地侍から謀反を起され、美濃の国主の座を追われる。
鷲津六郎（わしづ ろくろう）
演：上田耕一
頼芸の弟。道三を排除しようとするが敗れる。
香子内親王
演：生田悦子
頼芸の側室、後柏原天皇の庶子。
長井利隆（ながい としたか）
演：安井昌二
頼芸の家臣。道三が政頼を追放して頼芸を土岐家当主に据えると、道三に家督を譲り隠居する。
長井藤左衛門利安（ながい とうざえもんとしやす）
演：下條正巳
長井白雲（ながい はくうん）
演：田村亮
藤左衛門の子、斎藤利三の父。
長井道利（ながい みちとし）
演：森幹太
日運上人（にちうんしょうにん）
演：鈴木瑞穂
利隆の弟。道三の学友で、道三の土岐家仕官を仲立ちする。

### 織田家
織田信秀（おだ のぶひで）
演：千秋実
信長の父。尾張の戦国大名で何度も美濃に兵を送り、土岐氏や斎藤氏と戦う。しかし、道三の戦略の方が一枚上で美濃攻略は成功せず道三と和睦。その証として、子の信長と道三の娘の濃姫を結婚させる。
土田御前（つちだごぜん）
演：南風洋子
信長の母。
お市（おいち）
演：松原智恵子
信長の妹で、浅井長政の妻。その後、織田家と浅井家の対立で近江の小谷城の落城後に織田家に戻る。
織田勘十郎（おだ かんじゅうろう）
演：日吉としやす
織田信忠（おだ のぶただ）
演：松原守

### 織田家臣
柴田勝家（しばた かついえ）
演：宍戸錠
信長の筆頭格の重臣で勇猛タイプの武将。後に北陸方面を主に任せられる。
滝川一益（たきがわ かずます）
演：今福正雄
信長の重臣の一人。
前田利家（まえだ としいえ）
（前田犬千代→前田利家）
演：目黒祐樹
信長の重臣の一人。ドラマでは秀吉との友人関係についてふれていない。
丹羽長秀（にわ ながひで）
（丹羽万千代→丹羽長秀）
演：北村晃一
信長の重臣の一人で安土城の築城にもたずさわった。
平手政秀（ひらて まさひで）
演：田崎潤
織田家の重臣で信秀・信長の二代に仕える。信長と濃姫の政略結婚の段取りも行う。しかし、後に若い信長の奇行を諫めるため自害してしまう。
森三左衛門（もり さんざえもん）
演：佐竹明夫
森蘭丸（もり らんまる）
演：中島久之
信長の近習・側近。本能寺の変で奮戦するが、信長らとともに亡くなる。
佐久間信盛（さくま のぶもり）
演：安藤三男
佐久間信栄（さくま のぶひで）
演：谷口義美
佐久間大学（さくま だいがく）
演：玉川伊佐男
松永弾正（まつなが だんじょう）
（松永国松→松永弾正）
演：永井秀明
林通勝（はやし みちかつ）
（林佐渡守→林通勝）
演：幸田宗丸
中川清秀（なかがわ きよひで）
演：真弓田一夫
毛利新助（もうり しんすけ）
演：村松克巳
服部小平太（はっとり こへいた）
演：津嘉山正種
クレジットでは毛利新助と服部小平太の出演者が逆になっている。

#### 明智家・明智家臣
明智光秀（あけち みつひで）
（桃丸→明智光秀）
演：近藤正臣（少年期/高野浩幸）
道三に才能を見出された武士の一人。初めは信長の家臣になってしばらくは信長の行動に一定の理解を示していたが、叡山焼き討ちに際して行った信長の行動を「魔神」と評するなど次第に信長に批判的になっていく。その一方で信長から異例の抜擢を受けた際には、「幼い頃より夢見てきた城への想いが一つ一つ形になっていく。作り上げるというのは楽しいことじゃ」と述べるなど、感謝の想いが全くなかったわけではないこともうかがえる。武田勝頼を滅ぼした直後の陣中で、信長から理不尽な暴行を受けたことと旧領を実質上召し上げられたことが信長への殺意の決定打となり、本能寺で信長に反旗を翻す。しかし、そのわずか10日後に名も無い農民の手に掛かって竹藪の中で命を落とす。
お槙（おまき）
演：中野良子
光秀の妻。
たま
演：林寛子（幼少期/今別府ミカ）
光秀の娘で、後に細川忠興の妻となる。
明智光安（あけち みつやす）
演：久米明
光秀の叔父。小見の方の兄。代々土岐氏の家臣であったが、美濃国内が土岐氏の内紛などで乱れたのを見て道三と接近するようになり、年の離れた妹の小見の方を道三の妻（最初は人質）とさせる。
明智光綱（あけち みつつな）
演：御木本伸介
明智光秀の叔父。
お国（おくに）
演：阿部寿美子
光秀の母
明智光春（あけち　みつはる）
（弥平次→明智光春）
演：三ツ木清隆
光秀の娘婿。
お静（おしず）
演：北川美佳（現・喜多川美佳（幼少期/下野照美）
光秀の娘で、荒木新五郎の妻。
斎藤利三（さいとう としみつ）
演：亀石征一郎
光秀の家老。
沼田光友（ぬまた みつとも）
演：矢野宣
溝尾庄兵衛（みぞお しょうべえ）
演：松村彦次郎
天野源左衛門（あまの げんざえもん）
演：石橋雅史
ともに光秀の家臣。

#### 羽柴家・羽柴家臣
羽柴秀吉（はしば ひでよし）
（日吉→木下藤吉郎→羽柴秀吉）
演：火野正平
足軽の子。信長に仕え、墨俣城の築城などでしだいに頭角を現すようになり信長の重臣の一人となっていく。ドラマの最終盤では光秀とライバルのように描かれている。低い身分から成り上がったので、織田家臣団の中で柴田勝家などから疎まれる面もあった。
寧々（ねね）
演：太地喜和子
秀吉の妻。秀吉が出世するにつれ多くの妾を持つようになり、気が休まらない時が多くなる。
木下弥右衛門（きのした やえもん）
演：猪野剛太郎
蜂須賀小六（はちすか ころく）
演：山田吾一
秀吉の股肱の臣。墨俣城の築城の頃に秀吉に仕えるようになる。
竹中半兵衛（たけなか はんべえ）
演：米倉斉加年
秀吉の軍師。
石田佐吉（いしだ さきち）
演：佐山泰三（幼少期/清水治雄）
堀尾茂助（ほりお もすけ）
演：赤津進
小六の手下
演：松崎真

##### 黒田家
黒田官兵衛（くろだ かんべえ）
演：江守徹
秀吉のもう一人の軍師。荒木村重が信長に反旗をあげたという噂を聞き、村重を説得に行ったが逆に1年余り幽閉されたことで脚を悪くしてしまう。その後、光秀の謀反により信長が自害したことを知って取り乱す秀吉に、光秀を討つよう説得。これが後の山崎の戦いへとつながる。
松寿丸（しょうじゅまる）
演：いろは
黒田官兵衛の子。後の黒田長政。
母里太兵衛（もり たへえ）
演：高津住男
黒田官兵衛の家臣。
栗山善助（くりやま ぜんすけ）
演：岩下浩
黒田官兵衛の家臣。

##### 山内家
山内一豊（やまのうち かずとよ）
演：東野孝彦
信長の家臣。金ヶ崎の戦いで重傷を負うも、秀吉たちに助けられる。戦いの後200石を賜り、家来を抱えることにする。本作での読みは「やまのうちかずとよ」。
千代（ちよ）
演：樫山文枝
『功名が辻』の主人公。一豊の妻。夫を陰から支えており、6、7人の家来を持とうと考えている一豊に「10人になさいませ」と言うなど武家としての方針決定に深くかかわろうとする節もみられる。一豊は「わしは良い女房を持った」と述懐している。
五藤吉兵衛（ごとう きちべえ）
演：三代目江戸家猫八
山内一豊の家臣。
祖父江新右衛門（そふえ しんえもん）
演：三上左京
山内一豊の家臣。

### 徳川家・徳川家臣
徳川家康（とくがわ いえやす）
（松平元康→徳川家康）
演：寺尾聰
桶狭間の戦いで今川家の勢力が急速に衰退し始めた時に信長と同盟を結ぶ。姉川の戦いでは織田・徳川の連合軍で、浅井・朝倉連合軍に勝利するなど信長の天下取りに大きく貢献する。武田信玄の大軍に三方ヶ原の戦いで大敗したときは命からがら浜松城に逃げ帰った。信長からは＜三河殿＞と丁重に呼ばれ、信長の家臣が信長から厳しく叱責されたのとは対照的に描かれた。
本多忠勝（ほんだ ただかつ）
演：倉島襄
家康の家臣。徳川四天王の一人。
鳥居元忠（とりい もとただ）
演：丸山持久（青年期/坂口芳貞）
家康の家臣。関ヶ原の戦い中、伏見城で戦死。
榊原康政（さかきばら やすまさ）
演：大久保正信
家康の家臣。徳川四天王の一人。
大久保忠世（おおくぼ ただよ）
演：井上和行
家康の家臣。

### 室町幕府
足利義輝（あしかが よしてる）
演：竹脇無我
室町幕府の13代将軍。松永久秀や三次三人衆らと対立し、御所で襲われて殺害された。剣の名手で、襲われた時も名刀で最期まで戦った。
足利義昭（あしかが よしあき）
（一乗院覚慶→足利義昭）
演：伊丹十三
義輝の弟。兄の暗殺で興福寺に身を寄せていたが、細川藤孝らに助けられ幕府再興を目指し越前の朝倉義景のもとを頼る。しかし、義景は上洛の気がなかったため尾張の織田信長を頼ることになり、この時に義昭の家臣であった明智光秀が信長に仕えることになる。信長が大軍を率いて上洛するとともに15代将軍に就任する。だが、自分をないがしろにする信長と対立をし始め、しだいに反信長勢力と陰で手を結ぶようになっていく。
細川藤孝（ほそかわ ふじたか）
演：伊吹吾郎
光秀とともに義昭を将軍職に付けることに東奔西走する。
細川忠興（ほそかわ ただおき）
（細川与一郎→細川忠興）
演：石田信之（幼少期/矢崎知紀）
一色藤長（いっしき ふじなが）
演：長島寛
米田求政（こめだ もとまさ）
演：久松保夫
和田惟政（わだ これまさ）
演：奥野匡
足利将軍家の家臣。
上野中務少輔（うえのなかつかさしょうすけ）
（上野清信→上野中務少輔）
演：北見治一
宮部善祥房（みやべ ぜんしょうぼう）
浅井氏、のち織田・豊臣氏の家臣。
演：小松方正
お慶（おけい）
演：木内みどり
義昭の愛妾。

### 浅井家
浅井長政（あざい ながまさ）
演：杉良太郎
近江の戦国大名。信長の妹・市を妻として同盟を結ぶ。しかし朝倉義景とも同盟を結んでおり、信長と対立するようになる。
浅井久政（あざい ひさまさ）
演：郡司良
茶々（ちゃちゃ）
演：中沢祥子
はつ
演：須貝リエ子
赤尾美作守清綱（あかお みまさかのかみきよつな）
演：最上龍二郎
遠藤喜左衛門（えんどう きざえもん）
演：東大二朗
浅井の家臣
演：代志往正、平田守、伊藤孝男（現・伊藤勉）、金親保雄

### 一向宗
顕如上人（けんにょしょうにん）
演：伊藤孝雄
下間刑部（しもつまぎょうぶ）
演：戸浦六宏
鈴木佐大夫（すずき さだゆう）
演：井上昭文
雑賀孫市（さいか まごいち）
演：林隆三
『尻啖え孫市』の主人公。秀吉からお市を自分の妻にするという条件で、金ヶ崎の戦いでは秀吉の殿に協力。しかし約束を反故にされたため、反信長包囲網に加わり秀吉を苦戦させて撃退した。
小みち
演：田島令子
雑賀一向宗の盟主。
法専坊信照
演：荻島真一

### 戦国大名・武将
武田信玄（たけだ しんげん）
演：大友柳太朗
甲斐の戦国大名。将軍の足利義昭の呼びかけに応じて大軍を率いて徳川家康の軍と信長の援軍に勝利する（三方ヶ原の戦い）が、間もなく病死。
武田勝頼（たけだ かつより）
演：石山律（現・石山輝夫）
穴山梅雪（あなやま ばいせつ）
演：渥美国泰
今川義元（いまがわ よしもと）
演：花柳喜章
駿河などを治める強大な戦国大名。道三の死の数年後、大名の勢力が崩れたのをみて京を目指して西に大軍を進めたが、折からの嵐と信長の果敢な行動で奇襲を受けてまさかの敗死。この桶狭間の戦いを、ドラマでは田楽狭間の戦いと呼んでいる。
今川の武将
演：児玉謙次、名取幸政
朝倉義景（あさくら よしかげ）
演：浜畑賢吉
越前の戦国大名。一時期、義昭や光秀が頼ったが、上洛の要請に応えなかった。
朝倉土佐守（あさくらとさのかみ）
演：神田隆
荒木村重（あらき むらしげ）
演：新田昌玄
荒木新五郎（あらき しんごろう）
演：辻萬長
小寺政職（こてら まさもと）
演：内田朝雄
清水宗治（しみず むねはる）
演：伊達正三郎

### その他
葛籠重蔵（つづら じゅうぞう）
演：露口茂
『梟の城』の主人公。下拓植次郎左衛門や妹・小雪の仇である信長の命を付け狙う。本能寺の変で信長が死ぬと、自らの手で倒すことができなくなったことを嘆いた。
下拓植次郎左衛門（しもつげ じろうざえもん）
演：伊藤雄之助
重蔵の忍びの師匠。斎藤龍興の命令で信長暗殺を目論むが及ばず、捕らえられる前に自爆して果てた。重蔵と同様に原作と人物設定がやや異なる。
木さる（きさる）
演：小鹿みき
下拓植次郎左衛門の娘。重蔵を兄のように慕い、父亡き後は重蔵と共に信長の命を狙う。
小萩（こはぎ）
演：佐藤友美
信長暗殺を企てる重蔵を支援する。
里村紹巴（さとむら じょうは）
演：西村晃
連歌師。連歌の会で明智光秀が「時は今　天（雨）がしたしる　五月かな」と詠んだことを聞き、謀反を察知する。
今井宗久（いまい そうきゅう）
演：河村弘二
松井友閑（まつい ゆうかん）
演：久遠利三
長谷川宗仁（はせがわ そうにん）
演：高松政雄
快川国師（かいせんこくし）
演：島田正吾
朝山日乗（あさやま にちじょう）
演：鈴木昭生
曲直瀬道三（まなせ どうさん）
演：林孝一
摩利洞玄（まり どうげん）
演：村松克巳（毛利新助と二役）
春日丹波守（かすがたんばのかみ）
演：渡辺文雄
一念住持（いちねんじゅうじ）
演：嵯峨善兵
津田大炊（つだ おおい）
演：長浜藤夫
鞍部刑部（くらべ ぎょうぶ）
演：三津田健
芝村仙斉（しばむら せんさい）
演：佐々木孝丸
吾平（ごへい）
演：大滝秀治
郡代
演：陶隆
僧
演：柳谷寛
茶店の浪人
演：堺左千夫、江角英明
春夏悪右衛門
演：下川辰平
鴨半兵衛
演：浜田晃
松永多左衛門（まつなが たざえもん）
演：大塚周夫
渡辺小左衛門（わたなべ こざえもん）
演：巌金四郎
百々地新之丞（ももち しんのじょう）
演：金内喜久夫
島本右衛門太夫（しまもと うもんだゆう）
演：倉田地三
小えん（こえん） 別名：加乃姫
演：左時枝
弥八（やはち）
演：西田敏行
孫市と争う、土一揆の若き大将。
赤
演：桐原史雄
黒
演：西村淳二
但中
演：金井大
楠
演：初井言榮
亀助
演：月見おぼん
玉助
演：月見こぼん
小雪
演：沢まき子
行祐
演：北沢彪
発中
演：市原清彦
人足頭領
演：久保晶
公卿
演：藤城裕士
その他
演：円谷文彦

## スタッフ
- 原作：司馬遼太郎『国盗り物語』
- 脚本：大野靖子
- 音楽：林光
- 語り：中西龍
- 演奏：オルケストル'63
- テーマ演奏：NHK交響楽団
- 指揮：森正
- 殺陣：林邦史朗
- 時代考証：相馬皓
- 邦楽作曲：杵屋正邦
- 謡曲指導：観世栄夫
- 振付：観世栄夫、猿若清方
- 踊り：猿若清方、猿若舞踊サークル
- 囃子：堅田喜作社中
- 狂言：野村万作、野村万之介、野村武司（現：野村萬斎）
- 協力：岐阜県岐阜市、福島県相馬町、野馬追執行委員会、徳川黎明会
- 制作：遠藤利男
- 美術：鯛正之輔、田坂光善、宮井市太郎
- 技術：吉村政明、小池哲男
- 効果：大和定次、加藤宏、上田光江、織田晃之祐
- フィルム撮影：益子宏司
- 演出：斎藤暁、村上佑二、伊予田静弘、山本誠、重光亨彦、田代勝四郎、上岡耕三

## 放送
特記がない限りウェブサイト「NHKクロニクル」の「NHK番組表ヒストリー」で確認。

### 通常放送時間
- NHK総合テレビジョン：毎週日曜 20時00分 - 20時45分
- （再放送）NHK総合テレビジョン：毎週土曜 13時25分 - 14時10分[注釈 11]

### 放送日程
- 第47回は当日のNHKニュース10分延長のため10分繰り下げ。

| 放送回 | 放送日   | 題           | 演出       |
| ------ | -------- | ------------ | ---------- |
| 第1回  | 1月 7日  | 美濃の蝶     | 斎藤暁     |
| 第2回  | 1月14日  | 廃城に立つ   | 村上佑二   |
| 第3回  | 1月21日  | 有馬狐       | 斎藤暁     |
| 第4回  | 1月28日  | 歓喜天       | 村上佑二   |
| 第5回  | 2月 4日  | 美濃へ       | 斎藤暁     |
| 第6回  | 2月11日  | 京の夢       | 伊予田静弘 |
| 第7回  | 2月18日  | 虎の目       | 村上佑二   |
| 第8回  | 2月25日  | 府城乗っ取り | 斎藤暁     |
| 第9回  | 3月 4日  | 嵯峨野の恋   | 伊予田静弘 |
| 第10回 | 3月11日  | 乞食道三     | 村上佑二   |
| 第11回 | 3月18日  | 美濃の嵐     | 斎藤暁     |
| 第12回 | 3月25日  | 妖怪         | 伊予田静弘 |
| 第13回 | 4月 1日  | 蝮と虎       | 重光亨彦   |
| 第14回 | 4月 8日  | 華燭         | 斎藤暁     |
| 第15回 | 4月15日  | 会見         | 伊予田静弘 |
| 第16回 | 4月22日  | 暗雲         | 村上佑二   |
| 第17回 | 4月29日  | 崩るる日     | 斎藤暁     |
| 第18回 | 5月 6日  | 道三逝く     | 斎藤暁     |
| 第19回 | 5月13日  | 出発         | 山本誠     |
| 第20回 | 5月20日  | 田楽狭間     | 村上佑二   |
| 第21回 | 5月27日  | 遥かなる野望 | 伊予田静弘 |
| 第22回 | 6月 3日  | 二条館炎上   | 斎藤暁     |
| 第23回 | 6月10日  | 修羅の道     | 村上佑二   |
| 第24回 | 6月17日  | 嵐を衝く     | 伊予田静弘 |
| 第25回 | 6月24日  | 信長と光秀   | 重光亨彦   |
| 第26回 | 7月 1日  | 上洛         | 斎藤暁     |
| 第27回 | 7月 8日  | 陰謀将軍     | 伊予田静弘 |
| 第28回 | 7月15日  | 孫市見参     | 村上佑二   |
| 第29回 | 7月22日  | 越前攻め     | 斎藤暁     |
| 第30回 | 7月29日  | 幻の姫       | 山本誠     |
| 第31回 | 8月 5日  | 鉄砲守護神   | 村上佑二   |
| 第32回 | 8月12日  | 巨大なる城   | 斎藤暁     |
| 第33回 | 8月19日  | 四面楚歌     | 伊予田静弘 |
| 第34回 | 8月26日  | 叡山焼打ち   | 田代勝四郎 |
| 第35回 | 9月 2日  | 信玄動く     | 斎藤暁     |
| 第36回 | 9月 9日  | 信長を討て   | 伊予田静弘 |
| 第37回 | 9月16日  | 将軍追放     | 村上佑二   |
| 第38回 | 9月23日  | 小谷落城     | 斎藤暁     |
| 第39回 | 9月30日  | 長篠合戦     | 伊予田静弘 |
| 第40回 | 10月 7日 | 安土へ       | 上岡耕三   |
| 第41回 | 10月14日 | 雑賀川の決戦 | 斎藤暁     |
| 第42回 | 10月21日 | 生か死か     | 村上佑二   |
| 第43回 | 10月28日 | 波紋         | 山本誠     |
| 第44回 | 11月 4日 | 村重謀叛     | 斎藤暁     |
| 第45回 | 11月11日 | 伊賀圧殺     | 伊予田静弘 |
| 第46回 | 11月18日 | 亀裂         | 村上佑二   |
| 第47回 | 11月25日 | 殺意         | 斎藤暁     |
| 第48回 | 12月 2日 | 光秀無禄     | 重光亨彦   |
| 第49回 | 12月 9日 | 本能寺前夜   | 斎藤暁     |
| 第50回 | 12月16日 | 本能寺の変   | 斎藤暁     |
| 最終回 | 12月23日 | 夢と幻と     | 斎藤暁     |

### 総集編
- 前編：1973年12月30日　19時20分から20時59分
- 後編：1973年12月31日　19時20分から20時50分

## 映像の現存状況
総集編のマスターテープは現存しており、NHKアーカイブスでも視聴可能でVHS・DVDなどの映像ソフトも発売され、1978年には東京12チャンネルで再放送されている。通常放送回の映像はマスターテープ（2インチVTR）の上書き再利用などによって全て失われていた。2015年、本作の出演者のひとりでもある杉良太郎が録画していた第37回「将軍追放」（冒頭数秒欠落あり）と第38回「小谷落城」のビデオテープが発掘され、NHKに提供された。2018年4月からは番組公開ライブラリーで視聴することも可能である。
上記の映像以外の映像は残存していないことから、NHKではドラマの放送当時、番組関係者、一般視聴者によって録画されたこのドラマのビデオテープの提供の呼びかけている。